# Corridor Rhin-Danube
Le corridor Rhin-Danube, corridor Strasbourg-Danube ou corridor Seine-Danube est le dixième des dix axes prioritaires du réseau transeuropéen de transport,,.

## Parcours
Le corridor est organisé en trois axes et traverse les villes suivantes,:
- Strasbourg – Stuttgart – Munich – Wels/Linz
- Strasbourg – Mannheim – Francfort – Wurtzbourg – Nuremberg – Ratisbonne – Passau – Wels/Linz
- Wels/Linz – Vienne – Budapest – Arad – Brașov – Bucarest – Constanța - Sulina